# Aprostocetus aeruginosus
Aprostocetus aeruginosus är en stekelart som först beskrevs av Masi 1917.  Aprostocetus aeruginosus ingår i släktet Aprostocetus och familjen finglanssteklar. Inga underarter finns listade i Catalogue of Life.